# Eastern Conference (NFL)
De Eastern Conference (eerder Eastern Division en American Conference) was van 1933 tot en met 1969 een van de twee conferences waaruit de National Football League bestond. De andere divisie was de Western Conference. In de laatste drie jaar van haar bestaan was de Eastern Conference opgedeeld in twee divisies, de Capitol Division en de Century Division.

## Teams
De volgende teams hebben in de Eastern Conference gespeeld. Teams die nog bestaan zijn vetgedrukt:
| Team                | Stad                             | Periode in Eastern Conference | Eastern Conference-titels | NFL-titels                 | Eerdere naam                   |
| ------------------- | -------------------------------- | ----------------------------- | ------------------------- | -------------------------- | ------------------------------ |
| Atlanta Falcons     | Atlanta, Georgia                 | 1966                          | geen                      | geen                       |                                |
| Boston Yanks        | Boston, Massachusetts            | 1944–1948                     | geen                      | geen                       |                                |
| Brooklyn Tigers     | New York, New York               | 1933–1944                     | geen                      | geen                       | Brooklyn Dodgers (1933–1943)   |
| Cleveland Browns    | Cleveland, Ohio                  | 1950–1969                     | 11                        | 4 (1950, 1954, 1955, 1964) |                                |
| Dallas Cowboys      | Dallas, Texas                    | 1961–1969                     | 2                         | geen                       |                                |
| New Orleans Saints  | New Orleans, Louisiana           | 1967–1969                     | geen                      | geen                       |                                |
| New York Bulldogs   | New York, New York               | 1949                          | geen                      | geen                       |                                |
| New York Giants     | New York, New York               | 1933–1969                     | 14                        | 3 (1934, 1938, 1956)       |                                |
| Philadelphia Eagles | Philadelphia, Pennsylvania       | 1933–1969                     | 4                         | 3 (1948, 1949, 1960)       |                                |
| Pittsburgh Steelers | Pittsburgh, Pennsylvania         | 1933–1943, 1945–1969          | geen                      | geen                       | Pittsburgh Pirates (1933–1939) |
| St. Louis Cardinals | Saint Louis, Missouri            | 1950–1969                     | geen                      | geen                       | Chicago Cardinals (1950–1959)  |
| Washington Redskins | Washington, District of Columbia | 1933–1969                     | 6                         | 2 (1937, 1942)             | Boston Redskins (1933–1936)    |

## Historie
In 1932 eindigde de competitie in een gedeelde eerste plek tussen de Chicago Bears en de Portsmouth Spartans (tegenwoordig de Detroit Lions). Om te bepalen wie er kampioen zou worden, werd er een beslissingswedstrijd gespeeld tussen beide ploegen. Deze wedstrijd bleek zo populair dat men besloot om elk jaar een kampioenswedstrijd te spelen. Deze finale zou gaan tussen de winnaars van twee divisies: de oostelijke en de westelijke.
De tien ploegen in de NFL werden geografisch ingedeeld; in de Eastern Division zaten de Boston Redskins, de Brooklyn Dodgers, de New York Giants, de Philadelphia Eagles en de Pittsburgh Pirates.

## Divisie-indeling

### Jaren 30 en 40
De eerste tien jaar bleven de oorspronkelijke vijf teams in de Eastern Conference. Wel verhuisden de Redskins in 1937 naar Washington en veranderden de Pirates hun naam naar Pittsburgh Steelers.
In 1943 zaten teams, vanwege de Tweede Wereldoorlog, vaak met (te) weinig spelers om competitief mee te kunnen doen. Vooral de Steelers hadden hier last van en dat jaar fuseerden ze voor één seizoen met de Philadelphia Eagles, onder de naam Philadelphia-Pittsburgh Eagles-Steelers (beter bekend onder het porte-manteau Steagles). Een jaar later keerden de Eagles weer alleen terug, maar de Steelers fuseerden voor nog een seizoen, ditmaal met de Chicago Cardinals uit de Western Division. Deze Chicago-Pittsburgh Cardinals-Steelers (kortweg: Card-Pitt) speelden in de Western Division, maar verloren daar alles. Wel kwam er dit seizoen voor het eerst een nieuw team bij, de Boston Yanks.

In 1945 gingen de Steelers (en de Cardinals) ook weer alleen verder, maar het aantal teams bleef op vijf, omdat de Yanks en de Brooklyn Tigers (de nieuwe naam van de Dodgers) tijdelijk fuseerden; dit was echter vooral op papier zo, want ze bleven Yanks heten en speelden vier van de vijf thuisduels in Boston. Dit bleek het einde van de Tigers, die volgend seizoen niet meer terugkeerden.

De indeling bleef drie seizoenen lang gelijk, tot de Yanks verhuisden naar New York. De nieuwe ploeg, de New York Bulldogs werd echter beschouwd als een nieuw team en geen voortzetting van de Yanks.

### Jaren 50 en 60
In 1946 was een concurrerende competitie, de All-America Football Conference (AAFC) opgericht. Deze AAFC bleek de eerste grote concurrent te zijn van de NFL (de tweede en laatste was de American Football League), maar hield het slechts vier seizoenen vol. In 1950 fuseerden beide competities en drie van de zeven AAFC-teams werden lid van de NFL. Het beste team, de Cleveland Browns, kwam in de Eastern Division, die werd hernoemd naar de American Conference (de Western Division werd omgedoopt in National Conference). Daarnaast wisselden de Bulldogs en de Chicago Cardinals van divisie, zodat beide divisies een team zouden hebben in New York en Chicago.

De andere Conference zag in de jaren 50 enkele teams komen en gaan, maar de zes ploegen die in 1950 in de American Conference speelden, zaten daar in 1959 nog, al heette de conference toen inmiddels Eastern Conference.

In 1960 verhuisden de Cardinals naar Saint Louis en in 1961 kwamen de Dallas Cowboys, die een jaar eerder waren opgericht, over van de Western Conference.

### Splitsing van de Eastern Conference
De Atlanta Falcons werden in 1966 in de NFL verwelkomd en werden in de Eastern Conference geplaatst. Dit was het enige jaar dat er acht teams samen zaten in één NFL-divisie of -conference, want in 1967 splitste de NFL beide conferences in vier divisies (twee per conference). Elke divisie bestond uit vier teams en begon met de letter C. In de Eastern Conference waren dit de Capitol Division (die bestond uit de Cowboys, de Eagles, de Redskins en de nieuwe New Orleans Saints) en de Century Division (die bestond uit de Browns, de Giants, de Steelers en de Cardinals). De Falcons vertrokken na hun eerste seizoen naar het oosten.

De winnaars van beide divisies zouden spelen om de Conference-titel en de winnaar daarvan zou, net als vroeger, de strijd aan gaan met de winnaar van de andere conference om het kampioenschap.

Deze indeling met twee divisies per conference duurde drie jaar, tot de fusie tussen de NFL en de AFL. In 1968 wisselden de Saints en de Giants van divisie, maar een jaar later wisselden ze weer terug, zodat men speelde volgens dezelfde indeling als in 1967.

### 1970–heden
In 1970 fuseerden de NFL en de AFL tot één competitie. Als gevolg hiervan werd er een nieuwe competitie-indeling gemaakt, waarin echter nog wel de oude indeling te zien was. In de NFC East speelden drie teams uit de Capitol Division, aangevuld met de Giants en de Cardinals uit de Century Division. De andere Capitol-teams (de Browns en de Steelers) waren twee van de drie NFL-teams die lid werden van de AFC. De Saints kwamen ten slotte in de NFC West.
Eastern Division
- 1933–1936: Boston Redskins, Brooklyn Dodgers, New York Giants, Philadelphia Eagles en Pittsburgh Pirates
- 1937–1942: Brooklyn Dodgers, New York Giants, Philadelphia Eagles, Pittsburgh Steelers[9] en Washington Redskins
- 1943: Brooklyn Dodgers, New York Giants, Philadelphia-Pittsburgh Eagles-Steelers en Washington Redskins
- 1944: Boston Yanks, Brooklyn Tigers, New York Giants, Philadelphia Eagles en Washington Redskins
- 1945–1948: Boston Yanks,[10] New York Giants, Philadelphia Eagles, Pittsburgh Steelers en Washington Redskins
- 1949: New York Bulldogs, New York Giants, Philadelphia Eagles, Pittsburgh Steelers en Washington Redskins

American Conference (1950–1953) en Eastern Conference
- 1950–1959: Chicago Cardinals, Cleveland Browns, New York Giants, Philadelphia Eagles, Pittsburgh Steelers en Washington Redskins
- 1960: Cleveland Browns, New York Giants, Philadelphia Eagles, Pittsburgh Steelers, St. Louis Cardinals en Washington Redskins
- 1961–1965: Cleveland Browns, Dallas Cowboys, New York Giants, Philadelphia Eagles, Pittsburgh Steelers, St. Louis Cardinals en Washington Redskins
- 1966: Atlanta Falcons, Cleveland Browns, Dallas Cowboys, New York Giants, Philadelphia Eagles, Pittsburgh Steelers, St. Louis Cardinals en Washington Redskins
- 1967–1969: Cleveland Browns, Dallas Cowboys, New Orleans Saints, New York Giants, Philadelphia Eagles, Pittsburgh Steelers, St. Louis Cardinals en Washington Redskins

## Winnaars
In dit overzicht zijn de ploegen te vinden die zich voor de Eastern Conference wisten te plaatsen voor de play-offs.
| Kleur of afkorting | Betekenis                                               |
| Geel               | Team won NFL-titel en Super Bowl (1966–1969)            |
| Blauw              | Team won NFL-titel                                      |
| (SB)               | Team won de Super Bowl (1966–1969)                      |
| (F)                | Team won NFL-titel, maar verloor Super Bowl (1966–1969) |
| (HF)               | Team verloor NFL Championship (1966–1969)               |
| (KF)               | Team verloor Conference Championship (1967–1969)        |
| ------------------ | ------------------------------------------------------- |

1933–1966
| Seizoen | Winnaar             | Balans | Percentage | Beslissingswedstrijd                  |
| ------- | ------------------- | ------ | ---------- | ------------------------------------- |
| 1933    | New York Giants     | 11-0-3 | 0,786      |                                       |
| 1934    | New York Giants     | 8-0-5  | 0,615      |                                       |
| 1935    | New York Giants     | 9-0-3  | 0,750      |                                       |
| 1936    | Boston Redskins     | 7-0-5  | 0,583      |                                       |
| 1937    | Washington Redskins | 8-0-3  | 0,727      |                                       |
| 1938    | New York Giants     | 8-1-2  | 0,800      |                                       |
| 1939    | New York Giants     | 9-1-1  | 0,900      |                                       |
| 1940    | Washington Redskins | 9-0-2  | 0,818      |                                       |
| 1941    | New York Giants     | 8-0-3  | 0,727      |                                       |
| 1942    | Washington Redskins | 10-0-1 | 0,909      |                                       |
| 1943    | Washington Redskins | 6-1-3  | 0,667      | Versloegen New York Giants (0-28)     |
| 1944    | New York Giants     | 8-1-1  | 0,889      |                                       |
| 1945    | Washington Redskins | 8-0-2  | 0,800      |                                       |
| 1946    | New York Giants     | 7-1-3  | 0,700      |                                       |
| 1947    | Philadelphia Eagles | 8-0-4  | 0,667      | Versloegen Pittsburgh Steelers (0-21) |
| 1948    | Philadelphia Eagles | 9-1-2  | 0,818      |                                       |
| 1949    | Philadelphia Eagles | 11-0-1 | 0,917      |                                       |
| 1950    | Cleveland Browns    | 10-0-2 | 0,833      | Versloegen New York Giants (8-3)      |
| 1951    | Cleveland Browns    | 11-0-1 | 0,917      |                                       |
| 1952    | Cleveland Browns    | 8-0-4  | 0,667      |                                       |
| 1953    | Cleveland Browns    | 11-0-1 | 0,917      |                                       |
| 1954    | Cleveland Browns    | 9-0-3  | 0,750      |                                       |
| 1955    | Cleveland Browns    | 9-1-2  | 0,818      |                                       |
| 1956    | New York Giants     | 8-1-3  | 0,727      |                                       |
| 1957    | Cleveland Browns    | 9-1-2  | 0,818      |                                       |
| 1958    | New York Giants     | 9-0-3  | 0,750      | Versloegen Cleveland Browns (10-0)    |
| 1959    | New York Giants     | 10-0-2 | 0,833      |                                       |
| 1960    | Philadelphia Eagles | 10-0-2 | 0,833      |                                       |
| 1961    | New York Giants     | 10-1-3 | 0,769      |                                       |
| 1962    | New York Giants     | 12-0-2 | 0,857      |                                       |
| 1963    | New York Giants     | 11-0-3 | 0,786      |                                       |
| 1964    | Cleveland Browns    | 10-1-3 | 0,769      |                                       |
| 1965    | Cleveland Browns    | 11-0-3 | 0,786      |                                       |
| 1966    | Dallas Cowboys (HF) | 10-1-3 | 0,769      |                                       |

Capitol Division
| Seizoen | Winnaar             | Balans | Percentage |
| ------- | ------------------- | ------ | ---------- |
| 1967    | Dallas Cowboys (HF) | 9-0-5  | 0,643      |
| 1968    | Dallas Cowboys (KF) | 12-0-2 | 0,857      |
| 1969    | Dallas Cowboys (KF) | 11-1-2 | 0,846      |

Century Division
| Seizoen | Winnaar               | Balans | Percentage |
| ------- | --------------------- | ------ | ---------- |
| 1967    | Cleveland Browns (KF) | 9-0-5  | 0,643      |
| 1968    | Cleveland Browns (HF) | 10-0-4 | 0,714      |
| 1969    | Cleveland Browns (HF) | 10-1-3 | 0,769      |

### Playoff Bowl
Van 1960 tot 1969 speelde de nummer twee van elke conference in de Playoff Bowl. Voor die tijd bestonden de play-offs elk jaar uit één wedstrijd (de finale tussen de kampioenen van beide conferences). Goede teams die geen winnaar waren geworden van hun conference, hadden tot die tijd niets meer om voor te spelen. Daarom werd de Playoff Bowl (eigenlijk heette de wedstrijd Bert Bell Benefit Bowl) in het leven geroepen. De wedstrijd werd elk jaar gespeeld in de Orange Bowl in Miami en de winnaar werd beschouwd als de nummer drie. De opbrengsten van de wedstrijd gingen naar het pensioenfonds voor gestopte spelers.

Omdat de conferences vanaf 1967 werden gesplitst in twee divisies, waarvan de winnaars speelden om het conference-kampioenschap, werd de Playoff Bowl minder belangrijk. Er waren nu immers drie wedstrijden in de play-offs (naast de Playoff Bowl) en de verliezers van de conference-kampioenschappen speelden in de Playoff Bowl. Deze werd hierdoor steeds meer gezien als wedstrijd voor verliezers. Na de fusie tussen de AFL en de NFL werd de Playoff Bowl dan ook niet meer gespeeld en de wedstrijd wordt tegenwoordig door de NFL met terugwerkende kracht beschouwd als een oefenwedstrijd.
| Kleur of afkorting | Betekenis                                |
| Bruin              | Eastern Conference-team won Playoff Bowl |
| ------------------ | ---------------------------------------- |

| Seizoen | Nummer 2            | Balans | Percentage | Opmerking                                         |
| ------- | ------------------- | ------ | ---------- | ------------------------------------------------- |
| 1960    | Cleveland Browns    | 8-1-3  | 0,727      |                                                   |
| 1961    | Philadelphia Eagles | 10-0-4 | 0,714      |                                                   |
| 1962    | Pittsburgh Steelers | 9-0-5  | 0,643      |                                                   |
| 1963    | Cleveland Browns    | 10-0-4 | 0,714      |                                                   |
| 1964    | St. Louis Cardinals | 9-2-3  | 0,750      |                                                   |
| 1965    | Dallas Cowboys      | 7-0-7  | 0,500      | De New York Giants eindigden met dezelfde balans  |
| 1966    | Philadelphia Eagles | 9-0-5  | 0,643      | De Cleveland Browns eindigden met dezelfde balans |
| 1967    | Cleveland Browns    | 9-0-5  | 0,643      |                                                   |
| 1968    | Dallas Cowboys      | 12-0-2 | 0,857      |                                                   |
| 1969    | Dallas Cowboys      | 11-1-2 | 0,846      |                                                   |

## Trivia
- De New York Giants en de Cleveland Browns zijn de succesvolste teams uit de Eastern Conference, samen wonnen ze 25 van de 37 divisie-titels.
- De beste score voor een Eastern Conference-team in het reguliere seizoen is 0,917 (elf zeges en een nederlaag). Dit werd tweemaal behaald door de Cleveland Browns (in 1951 en 1953) en een keer door de Philadelphia Eagles (in 1949).
- De slechtste score voor een Eastern Conference-team in het reguliere seizoen is alles verliezen. Dit werd behaald door de Brooklyn Tigers in 1944 (tien duels).
- De teams in de Eastern Conference waren veel minder succesvol dan die in de Western Conference. Slechts twaalf keer won een team uit het oosten de NFL-titel, tegenover 25 westelijke titels.
- De Pittsburgh Steelers speelden tijdens het bestaan van de Eastern Conference geen enkele keer in de finale van de NFL, maar hebben wel het meeste Super Bowls (begonnen in 1966) op hun naam staan.
- De Cleveland Browns waren het eerste team dat zes seizoenen op rij een divisie in de NFL wist te winnen (1950–1955). Dit werd in 1978 geëvenaard door de Minnesota Vikings in de NFC Central en door de Los Angeles Rams in de NFC West. Een jaar later verbeterden de Rams dit record.
- In 1966 wonnen de Washington Redskins thuis met 72-41 van de New York Giants. Dit is het record voor meeste punten (113) in één wedstrijd.
- De 72 punten van de Redskins zijn ook een record voor meeste punten voor één team tijdens een wedstrijd in het reguliere seizoen.
- De Redskins haalden in 1940 echter ook het (negatieve) record voor grootste nederlaag. Ze verloren het kampioenschap (dus geen wedstrijd in het reguliere seizoen) met 0-73 van de Chicago Bears.